# Krispy Krunchy Chicken
A Krispy Krunchy Foods LLC, também conhecida como Krispy Krunchy Chicken ou KKC, é uma cadeia de frangos fritos de fast food fundada em 1989 em Lafayette, Luisiana. Ela tem mais de 2.700 locais em 47 estados dos Estados Unidos e é oferecida principalmente em lojas de conveniência e postos de gasolina.

## História
O Krispy Krunchy Chicken, fundado em Luisiana em 1989, é uma solução de serviço rápido para lojas de conveniência, paradas de caminhões, universidades, cassinos e grandes varejistas em todos os Estados Unidos. O conceito store-in-store permite que os licenciados sirvam frango frito à mão, com tempero Cajun suave e todos os pedaços de carne branca para seus clientes, para aumentar a lucratividade na loja e a frequência de vendas. O menu completo também inclui uma variedade de acompanhamentos e os biscoitos de mel, marca registrada da marca.
Com o empresário de lojas de conveniência Dan Shapiro como vice-presidente executivo e proprietário da Krispy Krunchy Chicken, os produtos da Krispy Krunchy Chicken passaram de 200 lojas de conveniência para mais de 2.200 em 2006. As vendas foram de US$ 12,6 milhões naquele ano.
Em 2014, as vendas foram de US$ 155 milhões.
Em 2017, havia 509 novas lojas Krispy Krunchy Chicken e um total de 2.294 lojas nos Estados Unidos e na Malásia e Samoa Americana.

## Produtos

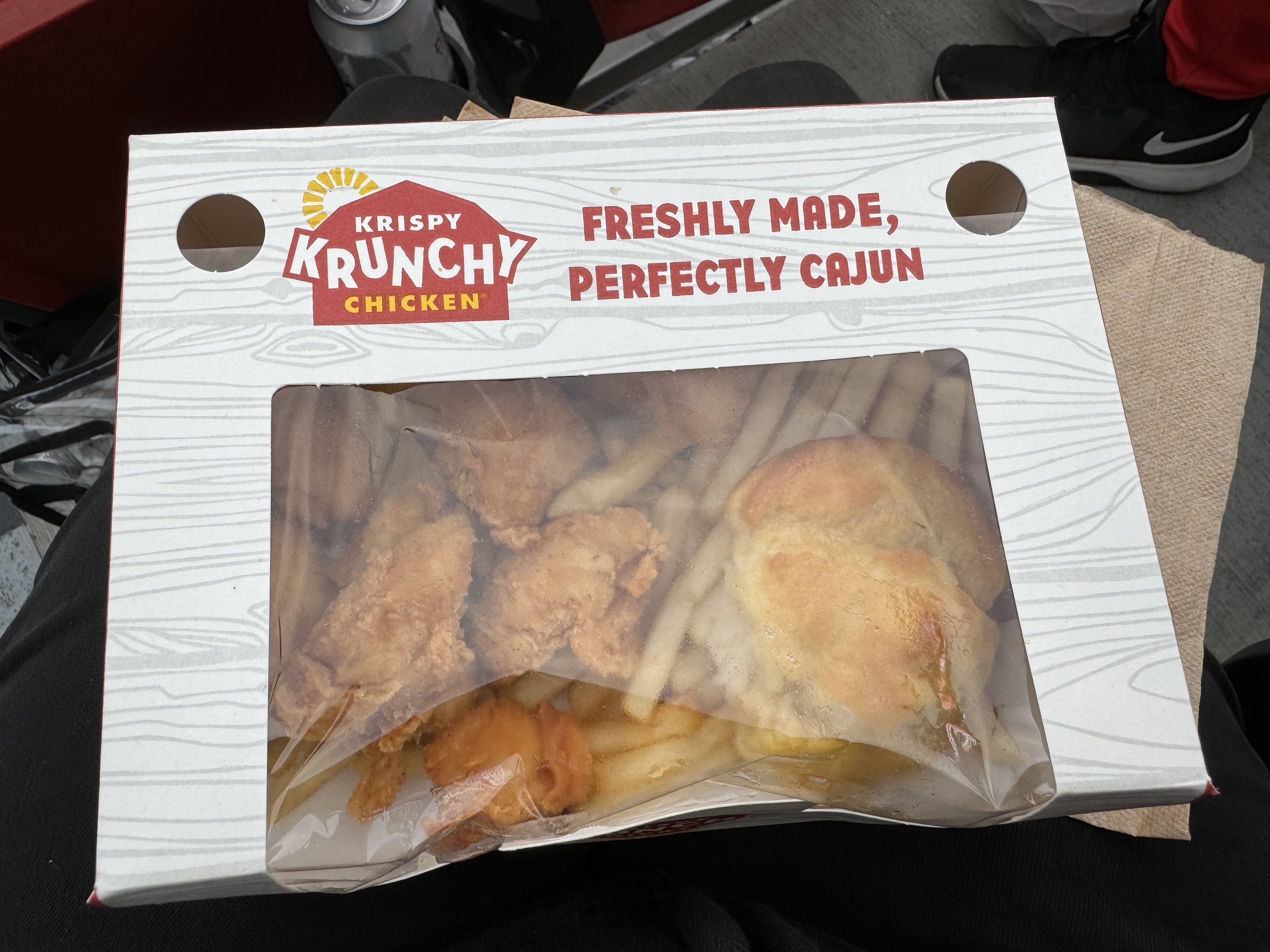
Nuggets do Krispy Krunchy Chicken com batatas fritas e um biscoito no Busch Light Clash 2024 no The Coliseum

O Krispy Krunchy Chicken oferece Krispy Chicken no estilo Cajun, refeições de frango, refeições familiares, Cajun Tenders e asas. As refeições familiares incluem dois acompanhamentos: seis biscoitos de manteiga com mel e um pedido de batatas fritas familiares. Outros acompanhamentos e lanches incluem corn dogs, feijão vermelho e arroz, mac-n-cheese, purê de batatas e molho, jambalaya, boudin bites e asas desossadas.
O sanduíche de frango frito da empresa inclui frango frito empanado à mão, picles de endro e pasta de manteiga com mel. Em 2020, alguns locais começaram a oferecer o sanduíche em um pão com manteiga doce.
A marinada de frango exclusiva é incluída no empanamento do frango e também é injetada diretamente no frango.
O cardápio de frutos do mar inclui camarão frito com manteiga de mel e peixe frito.